# Bão Manny (1993)
Bão Manny, được biết đến ở Philippines với tên gọi bão Naning hay bão số 12 năm 1993 ở Việt Nam, là cơn xoáy thuận nhiệt đới thứ 41 của mùa bão Tây Bắc Thái Bình Dương 1993.

## Lịch sử khí tượng
Bão Manny, giống như bão Lola (Monang), đã phát triển từ một rãnh thấp gần xích đạo trong ngày 1 tháng 12. Hệ thống di chuyển về phía Tây và mạnh dần lên thành một cơn bão nhiệt đới vào ngày mùng 4. Do chịu tác động của một áp cao ở phía Bắc, Manny đã thực hiện một vòng lặp trong quỹ đạo từ ngày 7 đến ngày 8 tháng 12 và đạt đến cấp độ bão cuồng phong trong quãng thời gian đó. Tiếp theo cơn bão di chuyển theo hướng Tây Nam, đổ bộ vào Philippines trong tối ngày mùng 9 và suy yếu trên đất liền. Khi đi vào Biển Đông, Manny đã không thể mạnh lên được nhiều do gió trên tầng cao tác động. Cơn bão tan trên khu vực bán đảo Mã Lai trong ngày 16. Manny đi qua để lại hậu quả là 230 người thiệt mạng, chỉ vừa mới một tuần sau khi Lola tấn công khu vực tương tự.

## Quỹ đạo
Quỹ đạo di chuyển của Manny là không bình thường, với một vòng lặp trong quỹ đạo và một quá trình tăng cường độ khi di chuyển theo hướng Tây Nam trong thời điểm tháng 12. Tuy nhiên, trước đây đã xảy ra một trường hợp tương tự gần như hoàn hảo. Bão Pamela của Mùa bão Tây Bắc Thái Bình Dương 1982 cũng đã có một giai đoạn di chuyển theo một quỹ đạo gần giống hệt như Manny, và thời gian cũng gần tương tự, vào khoảng đầu tháng 12 cuối năm (mặc dù Pamela yếu hơn nhiều so với Manny).